# Cardiocondyla shuckardi
Cardiocondyla shuckardi é uma espécie de formiga do gênero Cardiocondyla, pertencente à subfamília Myrmicinae.